# Holzkirch
Holzkirch település Németországban, azon belül Baden-Württembergben. Lakosainak száma 279 fő (2023. december 31.).

## Népesség
A település népessége az elmúlt években az alábbi módon változott:
| Lakosok száma | 310  | 308  | 269  | 244  | 233  | 232  | 275  | 273  | 258  | 279  |
|               | 1961 | 1967 | 1974 | 1980 | 1987 | 1993 | 2000 | 2006 | 2013 | 2023 |